# 福岡県道427号桂川停車場線
福岡県道427号桂川停車場線（ふくおかけんどう427ごう けいせんていしゃじょうせん）は、福岡県嘉穂郡桂川町から一部飯塚市を通り、嘉穂郡桂川町に至る一般県道である。

## 概要
嘉穂郡桂川町大字豆田から一部飯塚市を通り、嘉穂郡桂川町大字豆田に至る
桂川停車場と国道200号（長崎街道）を結ぶ県道。起点からJR九州筑豊本線に沿って東方向に進んでいくと途中で飯塚市に入るが、すぐに嘉穂郡桂川町に戻る。筑豊本線の踏切を渡るとすぐに終点に到着する。

### 路線データ
- 起点：福岡県嘉穂郡桂川町大字豆田（桂川停車場）[1]
- 終点：福岡県嘉穂郡桂川町大字豆田（新茶屋交差点、国道200号交点、福岡県道444号豆田稲築線起点）[1]
- 実延長：592 m[1]

## 路線状況

### 交通量
24時間自動車類交通量（上下合計）（単位：台）　道路交通センサス
| 区間        | 平成17（2005）年度 | 平成22（2010）年度 | 平成27（2015）年度 |
| ----------- | ------------------ | ------------------ | ------------------ |
| 起点 - 終点 | 3,249              | 3,030              | 2,919              |

（出典：国交省ホームページ「平成22年度全国道路・街路交通情勢調査 一般交通量調査 箇所別基本表（福岡県）」p.71、「平成27年度全国道路・街路交通情勢調査 一般交通量調査 箇所別基本表（福岡県）」p.65）

## 地理

### 通過する自治体
- 福岡県
  - 嘉穂郡桂川町 - 飯塚市 - 嘉穂郡桂川町

### 接続する道路
| 交差する道路                      | 交差する場所 | 交差する場所        |
| --------------------------------- | ------------ | ------------------- |
| 国道200号 福岡県道444号豆田稲築線 | 大字豆田     | 新茶屋交差点 / 終点 |

### 交差する鉄道
- 筑豊本線

### 沿線
- JR九州筑豊本線・篠栗線 桂川駅